# Cratere Harakhtes
Harakhtes è un cratere sulla superficie di Ganimede.